# Инфантицид (биология)

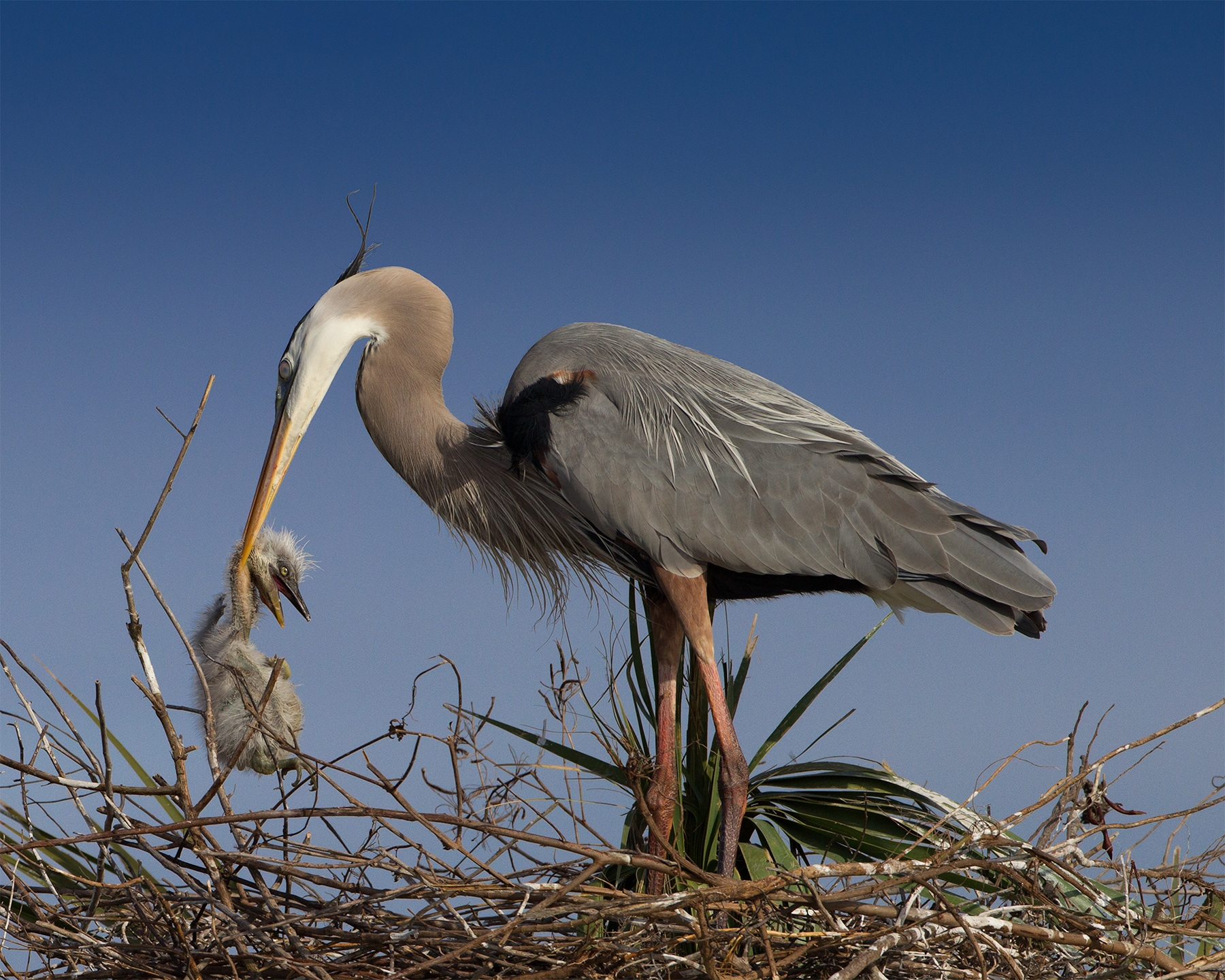
Самец цапли убивает птенца от предыдущего помёта, чтобы расчистить гнездо

Инфантици́д — встречающаяся в природе среди различных таксонов практика уничтожения детёнышей, как правило биологически чуждого происхождения, реализуемая взрослыми самцами или самками и в случаях, обусловленных конфликтом полов или конфликтом родителей и потомства, позволяющая им устранить препятствия к повторному зачатию. Альтернативой инфантициду являются выращивание чужого потомства (англ. cuckoldry), помощничество (роль птиц-помощников) или кооперативное размножение, когда взрослая особь вступает в отношения фактического отцовства или материнства над потомством (вскармливает, воспитывает, защищает и т. п.) без отношений прямого родства с ним. Убийство детёнышей ровесниками внутри одного выводка (возможно, неродственное, в результате гнездового паразитизма) называется каинизм (сиблицид).

## Природа явления и причины
Инфантицид наиболее распространён среди хищных зверей, — беременность, вынашивание плода, роды и последующее вскармливание и воспитание детёнышей влияют гормонально на циклику и биоритмы в организме самки, на её половое влечение к другим самцам, и чтобы пробудить у заматеревшей самки интерес к повторному зачатию и возобновить её менструальный цикл, добивающийся её самец может прибегнуть к убийству детёныша, зачатого ею от предыдущего партнёра. Названия этого явления среди наблюдающих его натуралистов могут быть различны применительно к различным биологическим видам. Львы топчут львят, рождённых львицами от предыдущих самцов, волки режут волчат, рождённых волчицами от предыдущих самцов, и т. п.
Инфантицид также связывается с уничтожением конкуренции в борьбе за ограниченные пищевые ресурсы. Каннибализм при инфантициде возможен, но не является типичным. Инфантицид может совершаться в отношении собственного и близкородственного потомства, что на первый взгляд вступает в противоречие с эволюционной стратегией родственного отбора, однако не исключает успешного воспроизведения популяций.